# الدوري الإسواتيني الممتاز 2016–17
الدوري السوازيلاندي الممتاز 2016–17 هو موسم من الدوري السوازيلاندي الممتاز. فاز فيه نادي إمبابان سوالوز.